# 堤川操车场
堤川操車場（：／ Jecheonjochajang */?）是中央線沿線的一座調車場，位於韓國忠清北道堤川市。

## 历史
- 1966年10月14日 - 落成使用。

## 邻近车站
韓国铁道公社
中央線
鳳陽－堤川操车场－堤川